# Patrick Paauwe
Patrick Paauwe (* 27. Dezember 1975 in Dronten) ist ein ehemaliger niederländischer Fußballspieler.

## Karriere

### Verein
Paauwe begann seine Profi-Laufbahn im Jahr 1993 bei PSV Eindhoven. 1995 wechselte er zu De Graafschap. Eine Saison später wechselte er zu Fortuna Sittard. Zur Saison 1998/99 wechselte er zu Feyenoord Rotterdam, wo er große Erfolge feierte: 1999 wurde er mit den Rotterdamern niederländischer Meister und Sieger der Johan-Cruyff-Schaal (niederländischer Supercup). 2002 gewann das Team den UEFA-Pokal. Zur Saison 2006/07 wechselte Paauwe zum FC Valenciennes.
In der Sommerpause 2007 wechselte Paauwe zu Borussia Mönchengladbach, wo er mit 33 Einsätzen und 3 Toren ein wichtiger Spieler beim Aufstieg der Mannschaft in die 1. Bundesliga war. Seinen Stammplatz verlor er jedoch in der darauf folgenden Spielzeit. Im Juni 2009 wurde Paauwe aus dem Profikader verbannt. Am 10. Juli 2009 kehrte er in die niederländische Eredivisie zurück und wechselte ablösefrei zu VVV Venlo. Hier spielte er noch anderthalb Jahre. Am 30. Januar 2011 erklärte der 35-Jährige seine Laufbahn für beendet. Grund waren vor allem seine wiederkehrenden Rückenschmerzen; darüber hinaus war der vormalige Mannschaftskapitän unter Trainer Wil Boessen im letzten Spiel vor seinem Rücktritt nicht mehr berücksichtigt worden.

### Nationalmannschaft
Für die niederländische Nationalmannschaft bestritt er von 2000 bis 2002 fünf Spiele, ohne dabei ein Tor zu erzielen.

## Erfolge
- Niederländischer Meister mit Feyenoord Rotterdam: 1999
- Johan-Cruyff-Schaal mit Feyenoord Rotterdam: 1999
- UEFA-Pokal mit Feyenoord Rotterdam: 2002
- 1. Platz 2. Fußball-Bundesliga mit Borussia Mönchengladbach: 2008

## Wissenswertes
- Paauwes Bruder Cees Paauwe ist ebenfalls Fußballprofi.